# Język teor-kur
Język teor-kur – język austronezyjski używany w prowincji Moluki w Indonezji. Według danych szacunkowych posługuje się nim 3–4 tys. osób. Jego użytkownicy zamieszkują rejon wyspy Kur (2–3 tys.), wyspę Teor (ok. tys. osób) oraz Ut (na północ od Kai Kecil; ok. sto osób).
Sami użytkownicy określają ten język jako „kur” (wyspa Kur) bądź „teor” (wyspy Teor i Ut). Doniesienia sugerują, że chodzi o wzajemnie zrozumiałe odmiany jednego języka. Niemniej w publikacji Ethnologue wyróżniono dwa języki: teor i kur. Na wyspie Ut w użyciu jest również język kei.